# Fair Isle
Pour les articles homonymes, voir Fair Isle (homonymie).
Fair Isle (vieux norrois : Friðarey, gaélique écossais : Fara) est une île du Royaume-Uni située en mer du Nord au large de l'Écosse, à mi-chemin entre les Orcades au sud-ouest et les Shetland au nord dont elle dépend géographiquement et politiquement.

## Géographie
Fair Isle fait 4,8 kilomètres de long et 2,4 km de large pour une superficie de 7,68 km2. C'est l'île habitée la plus isolée au Royaume-Uni. La population a diminué régulièrement, passant de près de quatre cents en 1900 à 60 actuellement et habite le sud de l'île. La côte ouest est constituée de falaises pouvant atteindre 200 mètres.

## Histoire
Du IXe au XVe siècle, Fair Isle appartient au royaume de Norvège. En 1469, les îles Orcades et Shetland sont mises en gage auprès de la Couronne écossaise par le roi dano-norvégien Christian Ier, qui avait besoin d'argent pour constituer la dot de sa fille Marguerite, épouse du roi Jacques III d'Écosse.
Le 20 août 1588 le navire amiral de l'Armada espagnole, El Gran Grifón, a fait naufrage sur les côtes de l'île, à Stroms Hellier. L'épave a été découverte en 1970.
Pendant la Seconde Guerre mondiale, la Royal Air Force a construit une station radar. Le 17 janvier 1941, un bombardier allemand Heinkel He 111 s'est écrasé sur l'île. Deux des cinq aviateurs sont morts et sont enterrés dans le cimetière de l'île. Les restes du crash sont toujours sur place.
Fair Isle a été achetée par le National Trust for Scotland en 1954 pour y créer un observatoire permanent d'oiseaux migrateurs. On peut y observer les nicheurs sibériens, tels le Pipit de la Petchora, la Locustelle lancéolée et la Locustelle de Pallas.

## Phare
Deux phares, construits en 1892, aident à la navigation maritime.

## Source
- (en) Cet article est partiellement ou en totalité issu de l’article de Wikipédia en anglais intitulé « Fair Isle » (voir la liste des auteurs).